# Buffalo buffalo Buffalo buffalo buffalo buffalo Buffalo buffalo

PN — имя собственное
N — имя существительное
V — глагол
NP — именная группа
RC — относительная клауза, придаточное
VP — глагольная группа
S — предложение

«Buffalo buffalo Buffalo buffalo buffalo buffalo Buffalo buffalo» — грамматически корректная фраза на английском языке, используемая для иллюстрации того, как омонимы и омофоны могут быть использованы для создания сложных конструкций.
В предложении отсутствуют знаки препинания. Слово «buffalo» в нём используется в трёх значениях:
- имя прилагательное: «буффальский»;
- имя существительное: бизоны;
- глагол: «запугивать».

Предложение можно перевести как «Буффальские бизоны, которых запугивают буффальские бизоны, запугивают буффальских бизонов».

## Строение
Хотя значение фразы неоднозначно, она может быть синтаксически разложена, например, следующим образом: «Buffaloa buffalon Buffaloa buffalon buffalov buffalov Buffaloa buffalon». Здесь утверждается, что бизоны, которых «запугивают бизоны», сами «запугивают бизонов», и всё это происходит в городе Буффало.
Слово «buffalo» используется в следующих значениях (в порядке появления):
- «a» (имя прилагательное) — «буффальский», то есть из города Буффало, штат Нью-Йорк;
- «n» (имя существительное) — бизоны или буйволы;
- «v» (глагол) — to buffalo, в значении «запугивать, приводить в замешательство, преследовать».

Существительные используются во множественном числе (как эквивалент buffaloes or buffalos), чтобы не применять артикли. Использовано нерестриктивное определительное придаточное предложение (то есть речь идёт об абстрактных, незнакомых читателю бизонах), поэтому опущены запятые и слово which (которые/которых). Также использовано редуцированное определительное, при котором опускается that после второго слова.
Полную форму предложения можно восстановить в следующем виде: «Buffalo bison, that other Buffalo bison bully, also bully Buffalo bison», то есть: «Буффальские бизоны, которых запугивают (другие) буффальские бизоны, (сами) запугивают (других) буффальских бизонов».

## Происхождение

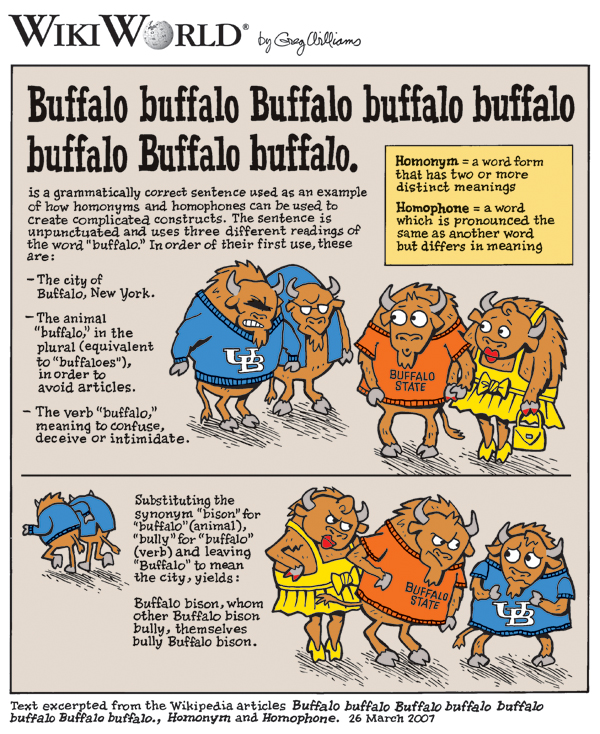
Комикс, разъясняющий фразу

Идея построения грамматически правильного предложения, состоящего только из повторений слова «buffalo», была открыта несколько раз разными людьми в XX веке. Наиболее ранний письменный пример предложения «Buffalo buffalo Buffalo buffalo» появляется в оригинальной рукописи Дмитрия Боргманна в его книге «Language on Vacation» 1965 года. Однако глава, содержащая это предложение, была исключена из опубликованной версии. Боргманн повторно использовал часть материала из этой главы, в том числе предложение «buffalo», в своей книге 1967 года «Beyond Language: Adventures in Word and Thought». В 1972 году Уильям Дж. Рапапорт, в настоящее время являющийся профессором в университете Буффало, а в то время аспирантом в Индианском университете, придумал версии, содержащие пять и десять повторений слова «buffalo». Позже он использовал обе версии в качестве примеров в преподавании, а в 1992 году опубликовал их в LINGUIST List. Предложение с восемью повторениями «buffalo» приводится в качестве примера предложения, «кажущегося бессмысленным», но грамматически правильного, в книге Стивена Пинкера 1994 года «Язык как инстинкт». Пинкер называет свою студентку, Энни Сенгас, изобретателем данного предложения.
Ни Рапапорту, ни Пинкеру, ни Сенгас не было известно о более ранней версии. Пинкер узнал о раннем примере Рапапорта только в 1994 году, Рапапорт не знал о варианте Боргманна вплоть до 2006 года. Даже пример Боргманна может быть не первым: компьютерный лингвист Роберт Бервик, использовавший версию с пятью повторениями слова «buffalo» в книге 1987 года, утверждает, что он слышал это предложение ещё в детстве («определённо до 1972 года») и полагал, что оно является всем известным высказыванием.